# FDGB-Pokal der Jugend 1955
Der FDGB-Pokal der Jugend 1955 wurde in der Übergangsrunde (ÜR) ausgetragen, weil er in der Saison 1954/55 aus terminlichen Gründen ausfiel. Es war die 4. Auflage des Fußball-Pokalwettbewerbs für die besten Mannschaften der Sportvereinigungen in der Altersklasse 16–18 auf dem Gebiet der DDR, der vom FDGB in Verbindung mit dem Jugendausschuss der Sektion Fußball der DDR veranstaltet und durchgeführt wurde. Im Gegensatz zu den Vorjahren, wurde der Pokalsieger nicht in einem Endrundenturnier, sondern im K.-o.-System ermittelt. Er begann am 17. August 1955 mit der Ausscheidungsrunde und endete am 7. Oktober 1955 mit dem Titelgewinn der BSG Rotation Babelsberg, die sich im Finale gegen den SC Wissenschaft Halle durchsetzen konnten. Der Wettbewerb wurde letztmalig für die Altersklasse 16–18 (A-Jugend) ausgespielt, bevor er ab 1956 in die Altersklasse 14–16 (B-Jugend) überging.

## Teilnehmende Mannschaften
Am FDGB-Pokal der Jugend (A-Jugend) für die Altersklasse (AK) 16–18 nahmen die Sieger bzw. dessen Vertreter von 18 Sportvereinigungen auf dem Gebiet der DDR und der Pokalverteidiger teil. Spielberechtigt waren Spieler bis zum 18. Lebensjahr (Stichtag: 1. Januar 1937).
Folgende Mannschaften qualifizierten sich für den FDGB-Pokal der Jugend:
| - Aktivist SC Aktivist Brieske-Senftenberg - Aufbau BSG Aufbau Südwest Leipzig - Chemie SC Chemie Halle-Leuna - Dynamo SG Dynamo Schwerin - Einheit BSG Einheit Reichenbach - Empor BSG Empor Halle | - Fortschritt BSG Fortschritt Meerane - Lokomotive BSG Lokomotive Oschersleben - Medizin BSG Medizin Bad Wilsnack - Motor SC Motor Jena - Post BSG Post Karl-Marx-Stadt - Rotation BSG Rotation Babelsberg | - Stahl SC Stahl Riesa - Traktor BSG Traktor Wriezen - Turbine SC Turbine Erfurt - Vorwärts ZSK Vorwärts Berlin - Wismut BSG Wismut Gera - Wissenschaft SC Wissenschaft Halle |
| BSG Stahl Helbra (Pokalverteidiger) | | |

## Modus
Der Wettbewerb wurde von der Ausscheidungsrunde bis zum Finale im K.-o.-System ausgetragen.

## Ausscheidungsrunde
| Datum                 |                          | Ergebnis |                                 |
| --------------------- | ------------------------ | -------- | ------------------------------- |
| Mi .17.08., 14:30 Uhr | BSG Empor Halle          | kampflos | SC Turbine Erfurt a             |
| Mi .17.08., 14:30 Uhr | BSG Wismut Gera          | 11:00    | BSG Post Karl-Marx-Stadt        |
| Mi .17.08., 14:30 Uhr | BSG Medizin Bad Wilsnack | 3:2      | SC Aktivist Brieske-Senftenberg |

## Achtelfinale
| Datum                |                         | Ergebnis |                             |
| -------------------- | ----------------------- | -------- | --------------------------- |
| So 28.08., 14:30 Uhr | SC Wissenschaft Halle   | :        | BSG Aufbau Südwest Leipzig  |
| So 28.08., 14:30 Uhr | ZSK Vorwärts Berlin     | :        | BSG Lokomotive Oschersleben |
| So 28.08., 14:30 Uhr | BSG Einheit Reichenbach | 1:3      | BSG Fortschritt Meerane     |
| So 28.08., 14:30 Uhr | SG Dynamo Schwerin      | 0:5      | SC Stahl Riesa              |
| So 28.08., 14:30 Uhr | SC Chemie Halle-Leuna   | :        | BSG Stahl Helbra            |
| So 28.08., 14:30 Uhr | SC Motor Jena           | 0:1      | BSG Rotation Babelsberg     |
| So 28.08., 14:30 Uhr | BSG Empor Halle         | b        | BSG Wismut Gera             |
| So 28.08., 14:30 Uhr | BSG Traktor Wriezen     | c        | BSG Medizin Bad Wilsnack    |

## Viertelfinale
| Datum                |                         | Ergebnis |                         |
| -------------------- | ----------------------- | -------- | ----------------------- |
| So 11.09., 14:00 Uhr |                         | :        | BSG Rotation Babelsberg |
| So 11.09., 14:00 Uhr |                         | :        | SC Wissenschaft Halle   |
| So 11.09., 14:00 Uhr | SC Stahl Riesa          | :        | BSG Wismut Gera         |
| So 11.09., 14:00 Uhr | BSG Fortschritt Meerane | kampflos |                         |

## Halbfinale
| Datum                |                         | Ergebnis |                         |
| -------------------- | ----------------------- | -------- | ----------------------- |
| So 25.09., 14:00 Uhr | BSG Fortschritt Meerane | 0:2      | BSG Rotation Babelsberg |
| So 25.09., 14:00 Uhr | SC Wissenschaft Halle   | 1:0      | BSG Wismut Gera         |

## Finale
Das Finale wurde am Tag der Republik, dem 7. Oktober 1955 im Stadion der Hüttenwerker von Stalinstadt ausgetragen.
| Datum                |                         | Ergebnis |                       |
| -------------------- | ----------------------- | -------- | --------------------- |
| Fr 07.10., 15:00 Uhr | BSG Rotation Babelsberg | 3:1      | SC Wissenschaft Halle |

Die BSG Rotation Babelsberg spielte mit:
Helmut Salzwedel – Siegfried Aldermann, Klaus Benkert, H. Berndt, Heinz Dreßler, Michaelis, Mioske , Rabenhorst, Peter Walkowiak, Wehlte, Weidemann. Trainer: Paul Bauschke